# Kim Gil-Sik
Kim Gil-sik (n. 24 august 1978, Coreea de Sud) este un fotbalist coreean care este în prezent scouterul celor de la Chunnam Dragons. Ca fotbalist, singurul club major la care a evoluat este Oțelul Galați.